# Hongarije op de Olympische Zomerspelen 1948
Hongarije nam deel aan de Olympische Zomerspelen 1948 in Londen, Engeland. De Hongaren wonnen 10 gouden medailles en een totaal van 20 medailles. Dat waren meer medailles dan bij eerdere Spelen door Hongaren waren gewonnen.

## Medailleoverzicht
| Sport       | Olympiër | Discipline               | Medaille |
| ----------- | --- | ------------------------ | -------- |
| Atletiek    | Imre Németh | kogelslingeren (m)       | Goud     |
| Atletiek    | Olga Gyarmati | verspringen (v)          | Goud     |
| Boksen      | Tibor Csik | -54kg (m)                | Goud     |
| Boksen      | László Papp | -73kg (m)                | Goud     |
| Schermen    | Aladár Gerevich | sabel (m)                | Goud     |
| Schermen    | Tibor Berczelly Aladár Gerevich Rudolf Kárpáti Pál Kovács Bertalan Papp László Rajcsányi                                                           | sabel team (m)           | Goud     |
| Schermen    | Ilona Elek | floret (v)               | Goud     |
| Schietsport | Károly Takács | 25m snelvuurpistool (m)  | Goud     |
| Turnen      | Ferenc Pataki | vloer (m)                | Goud     |
| Worstelen   | Gyula Bóbis | +87kg vrije stijl (m)    | Goud     |
| Turnen      | János Mogyorósy Klencs | vloer (m)                | Zilver   |
| Turnen      | Erzsébet Balázs Irén Daruházi-Kárpáti-Karcsics Anna Fehér Erzsébet Gulyás-Köteles Olga Lemhényi-Tass Parényi-Vásárhelyi Weckinger Mária Zalai-Kövi | meerkamp team (v)        | Zilver   |
| Waterpolo   | Jenõ Brandi Oszkár Csuvik Dezsõ Fábián Dezsõ Gyarmati Endre Gyõrffi Miklós Holop László Jeney Dezsõ Lemhényi Károly Szittya István Szivós          | mannen                   | Zilver   |
| Worstelen   | Miklós Szilvási | -73kg Grieks-Romeins (m) | Zilver   |
| Zwemmen     | Géza Kádas György Mitró Imre Nyéki Elemér Szathmáry                                                                                                | 4x200m vrije slag (m)    | Zilver   |
| Atletiek    | József Várszegi | speerwerpen (m)          | Brons    |
| Roeien      | Antal Szendey Róbert Zimonyi Béla Zsitnik | twee-met (m)             | Brons    |
| Schermen    | Lajos Maszlay | floret (m)               | Brons    |
| Schermen    | Pál Kovács | sabel (m)                | Brons    |
| Turnen      | János Mogyorósy Klencs | sprong (m)               | Brons    |
| Turnen      | Ferenc Pataki | sprong (m)               | Brons    |
| Turnen      | László Baranyai János Mogyorósy Klencs Ferenc Pataki Lajos Sántha Lajos Tóth Ferenc Várkõi                                                         | meerkamp team (m)        | Brons    |
| Worstelen   | Ferenc Tóth | -62kg Grieks-Romeins (m) | Brons    |
| Worstelen   | Károly Ferencz | -67kg Grieks-Romeins (m) | Brons    |
| Zwemmen     | Géza Kádas | 100m vrije slag (m)      | Brons    |
| Zwemmen     | György Mitró | 1500m vrije slag (m)     | Brons    |
| Zwemmen     | Éva Novák | 200m schoolslag (v)      | Brons    |

## Deelnemers en resultaten

### Atletiek
| Olympiër                                                | Discipline            | Resultaat   | Prestatie                                                     |
| ------------------------------------------------------- | --------------------- | ----------- | ------------------------------------------------------------- |
| László Bartha                                           | 100m (m)              | series      | serie 12: 3de in 11,1                                         |
| György Csányi                                           | 100m (m)              | series      | serie 7: 3de in 11,1                                          |
| Béla Goldoványi                                         | 100m (m)              | kwartfinale | serie 3: 2de in 11,0 kwartfinale 2: 5de                       |
| Ferenc Bánhalmi                                         | 400m (m)              | 29e         | serie 2: 3de in 49,6                                          |
| Sándor Garay                                            | 1500m (m)             | 9e          | serie 4: 3de in 3.53,0 finale: 9de in 3.56,1                  |
| László Bartha György Csányi Béla Goldoványi Ferenc Tima | 4x100m (m)            | 4e          | serie 2: 2de in 41,4 finale: 4de in 41,6                      |
| József Kiss                                             | marathon (m)          | 19e         | 2:50.20                                                       |
| Sándor László                                           | 50km snelwandelen (m) | 13e         | 5:16.30                                                       |
| Ferenc Klics                                            | discuswerpen (m)      | 5e          | kwalificatie: 7de met 46,65m finale: 5de met 48,21m           |
| József Várszegi                                         | speerwerpen (m)       | Brons       | kwalificatie: 10de met 61,63m finale: 3de met 67,03m          |
| Imre Németh                                             | kogelslingeren (m)    | Goud        | kwalificatie groep B: 1ste met 54,02m finale: 1ste met 56,07m |
|                                                         |                       |             |                                                               |
| Olga Gyarmati                                           | verspringen (v)       | Goud        | kwalificatie: 7de met 5,43m finale: 1ste met 5,695m (OR)      |
| Olga Gyarmati                                           | hoogspringen (v)      | 17e         | 1,40m                                                         |

### Basketbal
| Olympiër | Discipline | Resultaat | Prestatie |
| --- | ---------- | --------- | --- |
| Antal Bánkuti P. Benedek János Halász Géza Kardos József Kozma István Lovrics Tibor Mezőfi György Nagy László Novakovszky Attila Timár Geng István Timár Geng Ede Vadászi J. Verbenyi Tibor Zsíros | mannen     | 16e       | groep A: 3de V van Brazilië: 41-45 W van Italië: 32-19 W van Canada: 37-36 V van Uruguay: 31-49 W van Groot-Brittannië: 60-23 9-16de plek: V van België: 0-2 13-16de plek: V van Iran: 0-2 |

| Groep A |                  |             |             |             |            |            |            |        |
| №       | Land             | Wedstrijden | Wedstrijden | Wedstrijden | Doelpunten | Doelpunten | Doelpunten | Punten |
| №       | Land             | G           | W           | V           | V          | T          | Saldo      | Punten |
| 1       | Brazilië         | 5           | 5           | 0           | 261        | 150        | +111       | 10     |
| 2       | Uruguay          | 5           | 3           | 2           | 246        | 170        | +76        | 8      |
| 3       | Hongarije        | 5           | 3           | 2           | 201        | 172        | +29        | 8      |
| 4       | Canada           | 5           | 3           | 2           | 222        | 205        | +17        | 8      |
| 5       | Italië           | 5           | 1           | 4           | 170        | 208        | -38        | 6      |
| 6       | Groot-Brittannië | 5           | 0           | 5           | 103        | 298        | –195       | 5      |

| Ronde        | Plaats    | Land  | Score            | Land |
| ------------ | --------- | ----- | ---------------- | ---- |
| Groepsfase   |           |       |                  |      |
| Londen       | Brazilië  | 45-41 | Hongarije        |      |
| Londen       | Hongarije | 32-19 | Italië           |      |
| Londen       | Hongarije | 37-36 | Canada           |      |
| Londen       | Uruguay   | 49-31 | Hongarije        |      |
| Londen       | Hongarije | 60-23 | Groot-Brittannië |      |
| 9-16de plek  |           |       |                  |      |
| Londen       | Hongarije | 0-2   | België           |      |
| 13-16de plek |           |       |                  |      |
| Londen       | Hongarije | 0-2   | Iran             |      |

### Boksen
| Olympiër       | Discipline | Resultaat | Prestatie |
| -------------- | ---------- | --------- | --- |
| Miksa Bondi    | -51kg (m)  | 17e       | 1ste ronde: V van AUS Gower: punten |
| Tibor Csík     | -54kg (m)  | Goud      | 1ste ronde: W van BRA do Nascimento: gediskwalificeerd 2de ronde: W van PER Rivera: punten kwartfinale: W van AUS Carruthers: walk-over halve finale: W van PUR Venegas: punten finale: W van ITA Zuddas: punten          |
| Béla Farkas    | -58kg (m)  | 17e       | 1ste ronde: V van POL Antkiewicz: punten |
| Gusztáv Bene   | -67kg (m)  | 17e       | 1ste ronde: V van ESP Diaz: punten |
| László Papp    | -73kg (m)  | Goud      | 1ste ronde: W van SWE Karlsson: knock-out 2de ronde: W van LUX Welter: scheidsrechterlijke beslissing kwartfinale: W van BEL Cavignac: knock-out halve finale: W van ITA Fontana: punten finale: W van GBR Wright: punten |
| György Kapocsi | -80kg (m)  | 17e       | 1ste ronde: vrij 2de ronde: V van GBR Scott: scheidsrechterlijke beslissing |

### Gewichtheffen
| Olympiër       | Discipline  | Resultaat | Prestatie                                                                              |
| -------------- | ----------- | --------- | -------------------------------------------------------------------------------------- |
| Ernő Porubszky | -56kg (m)   | 12e       | drukken: 17de met 72,5kg trekken: 5de met 87,5kg stoten: 7de met 110kg totaal: 270kg   |
| Bálint Nagy    | -60kg (m)   | 15e       | drukken: 17de met 82,5kg trekken: 12de met 90kg stoten: 10de met 117,5kg totaal: 290kg |
| László Buronyi | -82,5kg (m) | 15e       | drukken: 9de met 102,5kg trekken: 6de met 112,5kg stoten: 7de met 140kg totaal: 355kg  |

### Kanovaren
| Olympiër                   | Discipline      | Resultaat | Prestatie                                        |
| -------------------------- | --------------- | --------- | ------------------------------------------------ |
| János Toldi                | K-1 1000m (m)   | 11e       | serie 2: 7de in 4.59,8                           |
| Kálmán Blahó János Urányi  | K-2 1000m (m)   | DSQ       | serie 1: 2de in 4.18,4 finale: gediskwalificeerd |
| Gyula Andrási János Urányi | K-2 10.000m (m) | 5e        | 47.33,1                                          |
|                            |                 |           |                                                  |
| Klára Fried-Bánfalvi       | K-1 500m (v)    | 4e        | serie 2: 4de in 2.37,5 finale: 4de in 2.33,8     |

### Moderne vijfkamp
| Olympiër        | Discipline  | Resultaat | Prestatie         |
| --------------- | ----------- | --------- | ----------------- |
| Frigyes Hegedűs | individueel | 12e       | 95 punten         |
| László Karácson | individueel | DSQ       | gediskwalificeerd |
| István Szondy   | individueel | 18e       | 105 punten        |

### Roeien
| Olympiër                                                         | Discipline      | Resultaat | Prestatie                                                                                                |
| ---------------------------------------------------------------- | --------------- | --------- | --- |
| Sándor Ormándi József Simó                                       | dubbel-twee (m) | 12e       | serie 4: 3de in 7.12,1 herkansingen: 3de in 7.09,3                                                       |
| Antal Szendey Béla Zsitnik Róbert Zimonyi                        | twee-met (m)    | Brons     | serie 2: 3de in 8.19,7 herkansingen: 1ste in 7.56,4 halve finale 2: 1ste in 8.15,7 finale: 3de in 8.25,2 |
| Miklós Zágon Lajos Nagy Tibor Nádas József Sátori                | vier-zonder (m) | 10e       | serie 2: 3de in 7.36,7                                                                                   |
| Miklós Zágon Lajos Nagy József Sátori Tibor Nádas Róbert Zimonyi | vier-met (m)    | 5e        | serie 2: 1ste in 6.58,8 kwartfinale: 1ste in 7.31,6 halve finale 2: 2de in 7.46,1                        |

### Schermen
| Olympiër                                                                                 | Discipline      | Resultaat | Prestatie |
| ---------------------------------------------------------------------------------------- | --------------- | --------- | --- |
| Pál Dunay                                                                                | degen (m)       | 34e       | 1ste ronde groep 4: 1ste met 6 overwinningen kwartfinale 5: 6de met 1 overwinning                                                                             |
| Imre Hennyei                                                                             | degen (m)       | 45e       | 1ste ronde groep 6: 3de met 4 overwinningen kwartfinale 4: 7de met 0 overwinningen                                                                            |
| Béla Mikla                                                                               | degen (m)       | 49e       | 1ste ronde groep 5: 6de met 2 overwinningen |
| Imre Hennyei Pál Dunay Béla Rerrich Béla Mikla Lajos Balthazár Béla Bay                  | degen team (m)  | 7e        | 1ste ronde groep 7: 2de met 1 overwinning kwartfinale 1: 2de met 2 overwinningen halve finale 2: 4de met 0 overwinningen                                      |
| József Hátszeghy                                                                         | floret (m)      | 34e       | 1ste ronde groep 8: 5de met 4 overwinningen |
| Lajos Maszlay                                                                            | floret (m)      | Brons     | 1ste ronde groep 4: 2de met 5 overwinningen kwartfinale 4: 3de met 5 overwinningen halve finale 2: 1ste met 5 overwinningen finale: 3de met 4 overwinningen   |
| Endre Palócz                                                                             | floret (m)      | 24e       | 1ste ronde groep 3: 4de met 3 overwinningen kwartfinale 1: 7de met 1 overwinning                                                                              |
| Béla Bay Aladár Gerevich József Hátszeghy Lajos Maszlay Pál Dunay Endre Palócz           | floret team (m) | 5e        | 1ste ronde groep 4: 1ste met 1 overwinning kwartfinale 4: 2de met 1 overwinning halve finale 1: 3de met 0 overwinningen                                       |
| Tibor Berczelly                                                                          | sabel (m)       | 9e        | 1ste ronde: vrij kwartfinale 1: 2de met 5 overwinningen halve finale 2: 5de met 4 overwinningen                                                               |
| Aladár Gerevich                                                                          | sabel (m)       | Goud      | 1ste ronde: vrij kwartfinale 3: 1ste met 7 overwinningen halve finale 2: 2de met 5 overwinningen finale: 1ste met 7 overwinningen                             |
| Pál Kovács                                                                               | sabel (m)       | Brons     | 1ste ronde: vrij kwartfinale 4: 1ste met 6 overwinningen halve finale 1: 1ste met 6 overwinningen finale: 3de met 5 overwinningen                             |
| Aladár Gerevich Tibor Berczelly Rudolf Kárpáti Pál Kovács László Rajcsányi Bertalan Papp | sabel team (m)  | Goud      | 1ste ronde: vrij kwartfinale 1: 2de met 1 overwinning halve finale 1: 1ste met 2 overwinningen finale: 1ste met 3 overwinningen                               |
|                                                                                          |                 |           | |
| Margit Elek                                                                              | floret (v)      | 6e        | 1ste ronde groep 5: 1ste met 4 overwinningen kwartfinale 3: 2de met 4 overwinningen halve finale 2: 4de met 3 overwinningen finale: 6de met 1 overwinning     |
| Ilona Elek-Schacherer                                                                    | floret (v)      | Goud      | 1ste ronde groep 3: 1ste met 5 overwinningen kwartfinale 2: 2de met 3 overwinningen halve finale 1: 1ste met 5 overwinningen finale: 1ste met 6 overwinningen |
| Éva Kun                                                                                  | floret (v)      | 11e       | 1ste ronde groep 1: 3de met 4 overwinningen kwartfinale 4: 2de met 4 overwinningen halve finale 1: 6de met 0 overwinningen                                    |

### Schietsport
| Olympiër        | Discipline              | Resultaat | Prestatie                       |
| --------------- | ----------------------- | --------- | ------------------------------- |
| Ambrus Balogh   | 50m pistool (m)         | 7e        | 532 punten: (86-87-93-86-88-92) |
| Lajos Börzsönyi | 50m pistool (m)         | 13e       | 525 punten: (89-85-87-90-89-85) |
| Sándor Tölgyesi | 50m pistool (m)         | 14e       | 525 punten: (90-87-87-94-82-85) |
| Ambrus Balogh   | 25m snelvuurpistool (m) | 38e       | 555 punten: (268-287)           |
| Lajos Börzsönyi | 25m snelvuurpistool (m) | 7e        | 562 punten: (280-282)           |
| Károly Takács   | 25m snelvuurpistool (m) | Goud      | 580 punten: (286-294) (WR)      |

### Schoonspringen
| Olympiër    | Discipline    | Resultaat | Prestatie    |
| ----------- | ------------- | --------- | ------------ |
| Irén Zságot | 10m toren (v) | 9e        | 56,62 punten |

### Turnen
| Olympiër | Discipline               | Resultaat | Prestatie      |
| --- | ------------------------ | --------- | -------------- |
| János Mogyorósi-Klencs | vloer (m)                | Zilver    | 38,40 punten   |
| Ferenc Pataki | vloer (m)                | Goud      | 38,70 punten   |
| János Mogyorósi-Klencs | sprong (m)               | Brons     | 38,50 punten   |
| Ferenc Pataki | sprong (m)               | Brons     | 38,50 punten   |
| László Baranyai | individuele meerkamp (m) | 16e       | 222,40 punten  |
| Jozsef Fekete | individuele meerkamp (m) | 30e       | 218,60 punten  |
| Gyözö Mogyorosi | individuele meerkamp (m) | 38e       | 214,30 punten  |
| János Mogyorósi-Klencs | individuele meerkamp (m) | 27e       | 218,95 punten  |
| Ferenc Pataki | individuele meerkamp (m) | 19e       | 221,30 punten  |
| Lajos Sántha | individuele meerkamp (m) | 13e       | 224,30 punten  |
| Lajos Tóth | individuele meerkamp (m) | 10e       | 225,20 punten  |
| Ferenc Várkõi | individuele meerkamp (m) | 29e       | 218,70 punten  |
| László Baranyai János Mogyorósy Klencs Ferenc Pataki Lajos Sántha Lajos Tóth Ferenc Várkõi                                                         | meerkamp team (m)        | Brons     | 1330,85 punten |
| |                          |           |                |
| Erzsébet Balázs Irén Daruházi-Kárpáti-Karcsics Anna Fehér Erzsébet Gulyás-Köteles Olga Lemhényi-Tass Parényi-Vásárhelyi Weckinger Mária Zalai-Kövi | meerkamp team (v)        | Zilver    | 440,55 punten  |

### Waterpolo
| Olympiër | Discipline | Resultaat | Prestatie |
| --- | ---------- | --------- | --- |
| Jenõ Brandi Oszkár Csuvik Dezsõ Fábián Dezsõ Gyarmati Endre Gyõrffi Miklós Holop László Jeney Dezsõ Lemhényi Károly Szittya István Szívós | mannen     | Zilver    | groep E: 2de W van Egypte: 5-2 W van Groot-Brittannië: 11-2 2de ronde groep I: 2de V van Italië: 3-4 W van Joegoslavië: 3-1 halve finale groep L: 2de V van Italië: 2-5 W van Frankrijk: 5-4 G van Egypte: 3-3 finale: 2de G van Nederland: 4-4 W van België: 3-0 |

### Worstelen
| Olympiër        | Discipline  | Resultaat   | Prestatie |
| Vrije stijl     | Vrije stijl | Vrije stijl | Vrije stijl |
| --------------- | ----------- | ----------- | --- |
| Lajos Bencze    | -57kg (m)   | 5e          | 1ste ronde: W van FIN Johansson: 2-1 2de ronde: W van CAN Wenger: 3-0 3de ronde: V van USA Leeman: 0-3                                                                                              |
| Ferenc Tóth     | -62kg (m)   | 4e          | 1ste ronde: W van CAN Crete 2de ronde: V van TUR Bilge 3de ronde: W van IRI Sadian: 3-0 4de ronde: W van BEL Raeymaeckers 5de ronde: V van SWE Sjölin: 1-2                                          |
| László Bakos    | -67kg (m)   | 8e          | 1ste ronde: V van SWE Frändfors: 0-3 2de ronde: W van GBR Luck: 3-0 3de ronde: W van SUI Baumann: 3-0                                                                                               |
| Kálmán Sóvári   | -73kg (m)   | 5e          | 1ste ronde: W van FIN Keisala: 3-0 2de ronde: V van AUS Gerrard: 1-2 3de ronde: W van SUI Angst: 3-0 4de ronde: V van TUR Doğu                                                                      |
| József Tarányi  | -87kg (m)   | 11e         | 1ste ronde: V van GBR Sullivan: 0-3 2de ronde: W van IRI Ghavami: 3-0 3de ronde: V van USA Wittenberg                                                                                               |
| Gyula Bóbis     | +87kg (m)   | Goud        | 1ste ronde: W van SUI Oberlander: 3-0 2de ronde: W van AUS Armstrong 3de ronde: W van TCH Růžička 4de ronde: W van SWE Antonsson: 2-1                                                               |
| Grieks-Romeins  |             |             | |
| Gyula Szilágyi  | -52kg (m)   | 5e          | 1ste ronde: W van ARG Varela 2de ronde: W van FRA Faure: 3-0 3de ronde: V van SWE Möller: 1-2 4de ronde: W van TUR Olcay: 2-1 5de ronde: W van FIN Kangasmäki: 2-1                                  |
| Lajos Bencze    | -57kg (m)   | 6e          | 1ste ronde: W van FIN Lempinen: 2-1 2de ronde: V van SWE Pettersen: 0-3 3de ronde: W van TUR Kaya: 3-0                                                                                              |
| Ferenc Tóth     | -62kg (m)   | Brons       | 1ste ronde: W van TCH Stehlik: 2-1 2de ronde: W van GBR Mortimer 3de ronde: V van ITA Campanella: 1-2 4de ronde: W van NOR Solsvik 5de ronde: vrij 6de ronde: V van SWE Anderberg                   |
| Károly Ferencz  | -67kg (m)   | Brons       | 1ste ronde: W van NOR Eriksen: 3-0 2de ronde: W van EGY Osman: 2-1 3de ronde: W van ITA Gesino: 2-1 4de ronde: W van NED Munnikes 5de ronde: V van SWE Freij 6de ronde: W van LIB Damage            |
| Miklós Szilvási | -73kg (m)   | Zilver      | 1ste ronde: W van BEL Dobbelaere: 3-0 2de ronde: W van AUT Schmidt: 3-0 3de ronde: W van FRA Chesneau 4de ronde: W van FIN Männikkö: 3-0 5de ronde: W van DEN Hansen 6de ronde: V van SWE Andersson |
| Gyula Németi    | -79kg (m)   | 7e          | 1ste ronde: V van FIN Kinnunen: 1-2 2de ronde: W van NED de Groot 3de ronde: W van ITA Gallegati 4de ronde: V van SWE Grönberg: 0-3                                                                 |
| Gyula Kovács    | -87kg (m)   | 4e          | 1ste ronde: V van SWE Nilsson 2de ronde: W van ARG Ramírez: 3-0 3de ronde: W van BEL Istaz 4de ronde: W van EGY Orabi: 3-0                                                                          |
| József Tarányi  | +87kg (m)   | 5e          | 1ste ronde: V van TCH Růžička 2de ronde: W van ARG Noya 3de ronde: V van ITA Fantoni |

### Zwemmen
| Olympiër                                                | Discipline            | Resultaat | Prestatie                                                                        |
| ------------------------------------------------------- | --------------------- | --------- | -------------------------------------------------------------------------------- |
| Géza Kádas                                              | 100m vrije slag (m)   | Brons     | serie: 3de in 58,2 halve finale: 5de in 58,0 finale: 3de in 58,1                 |
| Elemér Szathmáry                                        | 100m vrije slag (m)   | 13e       | serie: 8ste in 59,7 halve finale: 13de in 1.00,5                                 |
| Zoltán Szilárd                                          | 100m vrije slag (m)   | 7e        | serie: 10de in 59,8 halve finale: 7de in 59,6 finale: 7de in 59,6                |
| Géza Kádas                                              | 400m vrije slag (m)   | 4e        | serie: 4de in 4.52,8 halve finale: 1ste in 4.47,8 finale: 4de in 4.49,4          |
| György Mitró                                            | 400m vrije slag (m)   | 5e        | serie: 9de in 4.56,0 halve finale: 5de in 4.50,8 finale: 5de in 4.49,9           |
| Imre Nyéki                                              | 400m vrije slag (m)   | 16e       | serie: 16de in 5.01,8                                                            |
| György Csordás                                          | 1500m vrije slag (m)  | 4e        | serie: 2de in 20.06,8 halve finale: 4de in 20.06,6 finale: 4de in 19.54,2        |
| György Mitró                                            | 1500m vrije slag (m)  | Brons     | serie: 5de in 20.15,0 halve finale: 3de in 20.06,8 finale: 3de in 19.43,2        |
| Ferenc Vörös                                            | 1500m vrije slag (m)  | 10e       | serie: 12de in 20.31,9 halve finale: 10de in 20.31,4                             |
| Gyula Válent                                            | 100m rugslag (m)      | 20e       | serie 4: 5de in 1.11,8                                                           |
| Sándor Németh                                           | 200m schoolslag (m)   | 9e        | serie: 7de in 2.48,2 halve finale: 9de in 2.48,1                                 |
| Géza Kádas György Mitró Imre Nyéki Elemér Szathmáry     | 4x200m vrije slag (m) | Zilver    | serie 1: 1ste in 8.53,6 finale: 2de in 8.48,4                                    |
|                                                         |                       |           |                                                                                  |
| Mária Littomeritzky                                     | 100m vrije slag (v)   | 26e       | serie: 26ste in 1.13,0                                                           |
| Zsuzsa Nádor                                            | 100m vrije slag (v)   | 31e       | serie: 31ste in 1.15,8                                                           |
| Judit Temes                                             | 100m vrije slag (v)   | 15e       | serie: 7de in 1.08,3 halve finale: 15de in 1.09,7                                |
| Ilona Novák                                             | 100m rugslag (v)      | 4e        | serie: 4de in 1.17,3 halve finale: 3de in 1.17,6 finale: 4de in 1.18,4           |
| Éva Novák                                               | 200m schoolslag (v)   | Brons     | serie 1: 1ste in 3.02,9 halve finale 2:23de in 2.58,0 finale: 3de in 3.00,2      |
| Éva Székely                                             | 200m schoolslag (v)   | 4e        | serie 2: 1ste in 3.01,2 (OR) halve finale 1: 3de in 3.02,8 finale: 4de in 3.02,5 |
| Mária Littomeritzky Ilona Novák Judit Temes Éva Székely | 4x100m vrije slag (v) | 5e        | serie 2: 3de in 4.47,5 finale: 5de in 4.44,8                                     |

Afghanistan · Argentinië · Australië · België · Bermuda · Birma · Brazilië · Brits-Guiana · Canada · Ceylon · Chili · Colombia · Cuba · Denemarken · Egypte · Filipijnen · Finland · Frankrijk · Griekenland · Groot-Brittannië · Hongarije · Ierland · IJsland · India · Irak · Iran · Italië · Jamaica · Joegoslavië · Libanon · Liechtenstein · Luxemburg · Malta · Mexico · Monaco · Nederland · Nieuw-Zeeland · Noorwegen · Oostenrijk · Pakistan · Panama · Peru · Polen · Portugal · Puerto Rico · Republiek China · Singapore · Spanje · Syrië · Trinidad en Tobago · Tsjecho-Slowakije · Turkije · Uruguay · Venezuela · Verenigde Staten · Zuid-Afrika · Zuid-Korea · Zweden · Zwitserland